# Oligarchi russi
Gli oligarchi russi sono magnati degli affari delle ex Repubbliche sovietiche che hanno rapidamente accumulato immense ricchezze durante il periodo della privatizzazione che è seguito allo scioglimento dell'Unione Sovietica negli anni '90. Il fallimento dello Stato sovietico rese controversa la proprietà di vari beni statali, il che consentì accordi informali con ex funzionari dell'URSS (principalmente in Russia e Ucraina) come un mezzo per acquisire proprietà statali. Lo storico Edward L. Keenan ha tracciato un paragone tra l'attuale fenomeno russo degli oligarchi e il sistema di potenti boiardi emersi nel Granducato di Mosca tardomedievale.
I primi moderni oligarchi russi sono emersi come imprenditori del settore del business sotto Michail Gorbačëv (Segretario generale del PCUS 1985-1991) durante la sua fase di liberalizzazione del mercato. Questi imprenditori di nuova generazione sono stati in grado di accumulare la loro ricchezza iniziale grazie alle riforme di Gorbachev quando "la coesistenza di prezzi regolamentati e quasi di mercato ha creato enormi opportunità di arbitraggio". Il termine "oligarca" deriva dal greco antico oligarchia che significa "comando di pochi".
Dal 2018 diversi oligarchi russi e le loro società sono stati colpiti dalle sanzioni statunitensi ai sensi della Countering America's Adversaries Through Sanctions Act (CAATSA) per il loro sostegno all'"attività nefasta del governo russo in tutto il mondo". Nel febbraio 2022, dopo l'invasione russa dell'Ucraina da parte delle forze terrestri russe, le sanzioni applicate contro gli oligarchi e il presidente Vladimir Putin da Stati Uniti, Unione europea, Regno Unito e loro alleati nel mondo intero sono diventate più rigide e hanno assunto un ruolo di autentico boicottaggio contro il presidente russo e i suoi sodali oligarchi.

## Era di El'cin
Fino alla fine dell'era sovietica nel 1991 e durante la perestrojka di Michail Gorbačëv, molti uomini d'affari russi importarono o contrabbandarono merci come personal computer e jeans nel Paese e li vendettero, spesso sul mercato nero, conseguendo grandi profitti. 
Durante gli anni '90, da quando Boris Nikolaevič El'cin divenne presidente della Russia nel 1991, gli oligarchi emersero come imprenditori ben collegati che partirono quasi dal nulla e si arricchirono partecipando al mercato attraverso collegamenti con un governo russo, corrotto ma legittimamente eletto, durante la transizione verso un'economia basata sul mercato. Il programma di privatizzazione con voucher ha consentito a una manciata di giovani uomini di diventare miliardari, in particolare facendo arbitraggio con la grande differenza tra i vecchi prezzi interni delle materie prime russe (ad esempio gas, petrolio) e i prezzi prevalenti sul mercato mondiale. Poiché accumulavano miliardi di dollari in conti bancari privati svizzeri anziché investire nell'economia russa, furono soprannominati "cleptocrati". Questi oligarchi divennero estremamente impopolari per il pubblico russo e sono comunemente considerati la causa di gran parte delle turbolenze che hanno afflitto il Paese in seguito al crollo dell'Unione Sovietica nel 1991. Il Guardian ha descritto gli oligarchi come "popolari per il russo medio come un uomo che brucia £ 50 fuori da un orfanotrofio".
Gli oligarchi degli affari post-sovietici includono parenti o stretti collaboratori di funzionari governativi, persino funzionari governativi stessi, nonché capi criminali spesso collegati al governo stesso che hanno ottenuto una vasta ricchezza acquisendo beni statali a buon mercato (o gratuitamente) durante il processo di privatizzazione controllato dal governo El'cin che durò dal 1991 al 1999. Accuse specifiche di corruzione sono spesso rivolte ad Anatolij Čubajs e Egor Gajdar, due dei "Giovani riformatori" principali responsabili della privatizzazione russa nei primi anni '90. Secondo David Satter, autore di Darkness at Dawn, "ciò che ha guidato il processo non è stata la determinazione a creare un sistema basato su valori universali, ma piuttosto la volontà di introdurre un sistema di proprietà privata che, in assenza di regolamentazioni legali, ha aperto un modo per la ricerca criminale di denaro e potere".
Sebbene la maggior parte degli oligarchi non fosse formalmente collegata al Partito Comunista dell'Unione Sovietica, varie sono le accuse di essere stati promossi (almeno inizialmente) dagli apparatčik comunisti, con forti legami con le strutture di potere sovietiche e con accesso ai fondi monetari del Partito Comunista. I media russi ufficiali di solito descrivono gli oligarchi nemici delle "forze comuniste". Quest'ultimo è uno stereotipo che descrive il potere politico che vuole ripristinare il comunismo in stile sovietico in Russia.
Durante la presidenza di El'cin (1991-1999) gli oligarchi aumentarono la loro sfera di influenza all'interno della politica russa; hanno svolto un ruolo significativo nel finanziamento della rielezione di El'cin nel 1996. Con informazioni privilegiate sulle decisioni finanziarie del governo, gli oligarchi poterono facilmente aumentare ulteriormente la loro ricchezza. La crisi finanziaria russa del 1998 colpì duramente alcuni di loro, e quelli le cui proprietà erano ancora basate principalmente sulle banche persero gran parte delle loro fortune.
Gli oligarchi più influenti ed esposti dell'era El'cin includono Boris Berezovskij, Michail Fridman, Vladimir Gusinskij, Michail Chodorkovskij, Vladimir Potanin, Aleksandr Smolenskij, Pëtr Aven, Vladimir Vinogradov e Vitalij Malkin. Formarono quello che divenne noto come Semibankirščina (o sette banchieri), un piccolo gruppo di magnati degli affari con una grande influenza su Boris El'cin e sul suo ambiente politico. Insieme hanno controllato dal 50% al 70% di tutte le finanze russe tra il 1996 e il 2000.
Fridman, Potanin, Aven e Malkin mantennero la loro influenza nell'era di Putin, iniziata nel 1999. Chodorkovskij, Berezovskij e Gusinskij "sono stati epurati dal Cremlino", secondo The Guardian nel 2008.

## Era di Vladimir Putin

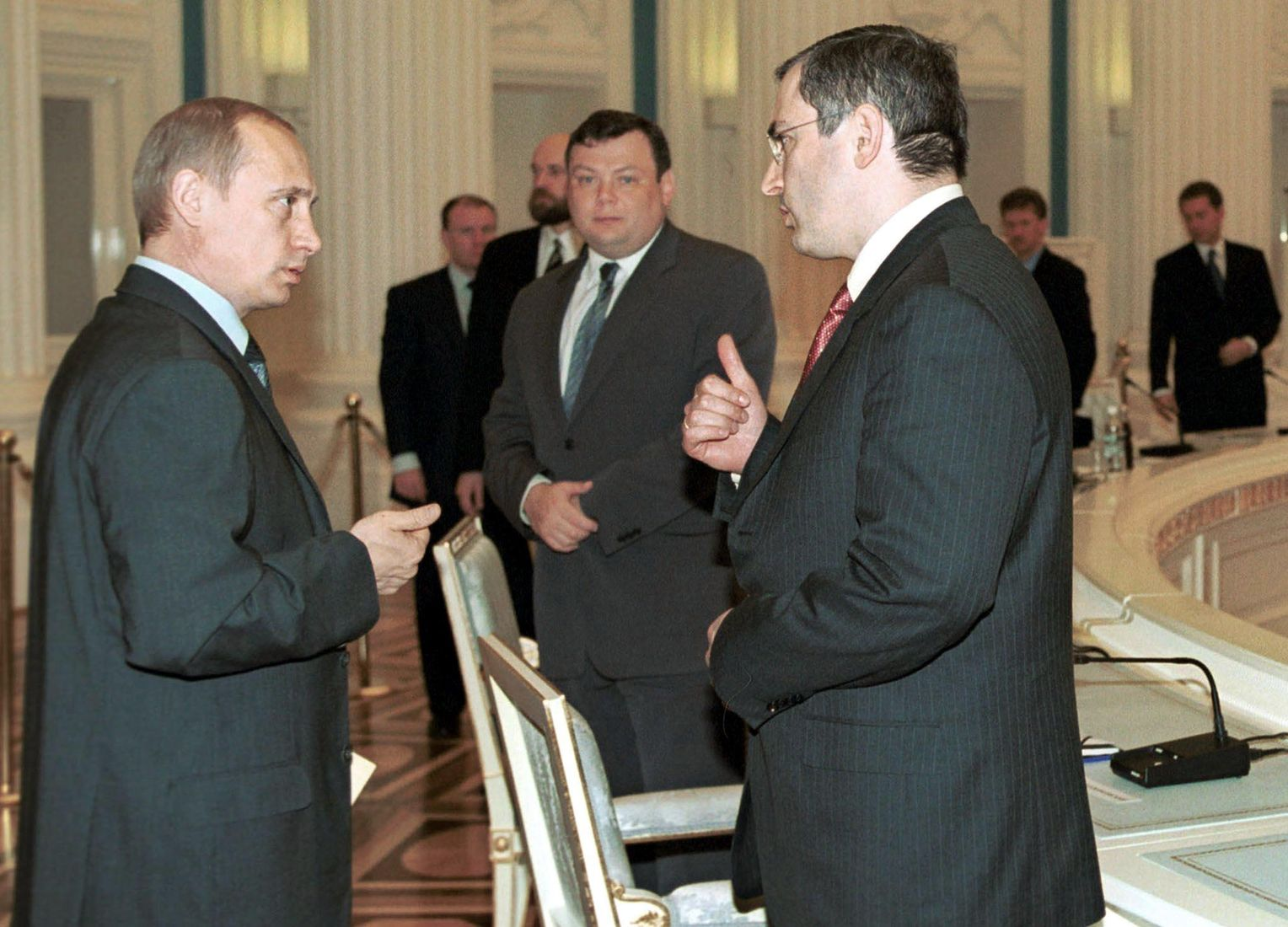
Putin (a sinistra), con Sergej Pugačëv (dietro, al centro), Michail Fridman (al centro) e Michail Chodorkovskij (a destra) nel 2001

Gli oligarchi più famosi dell'era Putin includono Roman Abramovič, Aleksandr Abramov, Oleg Deripaska, Michail Prochorov, Ališer Usmanov, German Chan, Viktor Veksel'berg, Leonid Michel'son, Vagit Alekperov, Michail Fridman, Vladimir Potanin, Pëtr Aven e Vitalij Malkin.
Tra il 2000 e il 2004 Putin, apparentemente impegnato in una lotta di potere con alcuni oligarchi, stipulò un "grande affare" con loro. Questo accordo permise agli oligarchi di mantenere i loro poteri, in cambio del loro esplicito sostegno e dell'allineamento con il governo di Putin. Molti uomini d'affari sono diventati oligarchi durante i governi di Putin e spesso grazie alle relazioni personali con lo stesso, come il rettore dell'istituto in cui Putin si è laureato nel 1996, Vladimir Litvinenko, e l'amico d'infanzia e insegnante di judo di Putin, Arkadij Rotenberg. Tuttavia, altri analisti sostengono che la struttura oligarchica è rimasta intatta sotto Putin, il quale ha dedicato gran parte del suo tempo a mediare controversie di potere tra oligarchi rivali. Alcuni sono stati incarcerati, come Mikhael Mirilashvili.
Durante la presidenza di Putin, un certo numero di oligarchi vennero accusati per varie attività illegali, in particolare di evasione fiscale nelle imprese che acquistarono. Tuttavia, è ampiamente ipotizzato e creduto che le accuse fossero anche di natura politica. Vladimir Gusinskij di MediaMost e Boris Berezovskij hanno evitato entrambi i procedimenti legali lasciando la Russia, e il più importante, Michail Chodorkovskij di Jukos, è stato arrestato nell'ottobre 2003 e condannato a 9 anni. La pena è stata successivamente estesa a 14 anni e, dopo esser stato perdonato da Putin, ha riottenuto la libertà il 20 dicembre 2013. Il termine "oligarca" è stato associato anche agli investitori tecnologici come Jurij Milner, sebbene costoro non avessero un vero e proprio coinvolgimento nella politica russa.
Uno studio economico ha distinto 21 gruppi oligarchici dal 2003.

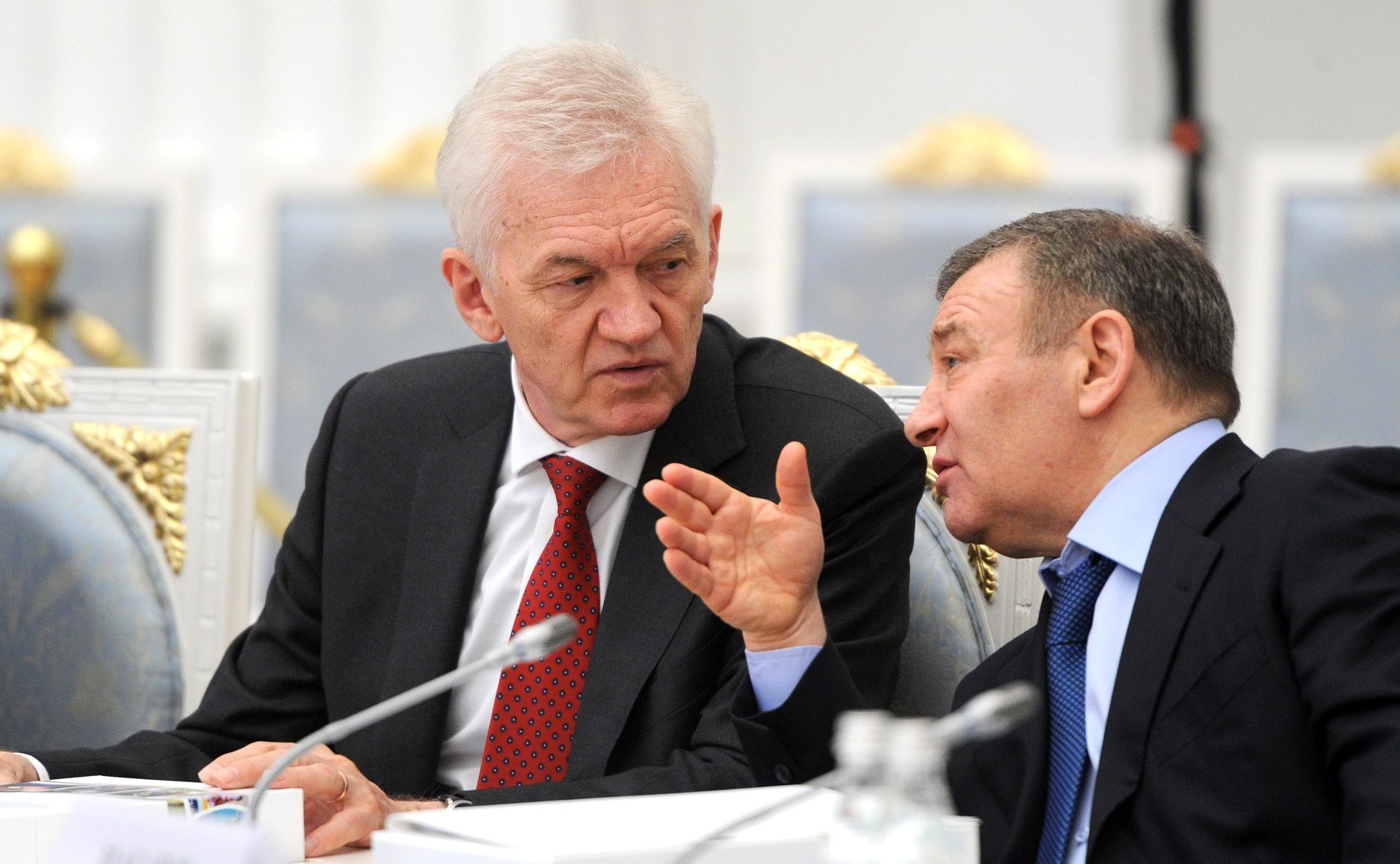
Gennadij Timčenko ed Arkadij Rotenberg nel 2015

Nel 2004 Forbes ha elencato 36 miliardari di cittadinanza russa, aggiungendo una nota: "questo elenco comprende uomini d'affari di cittadinanza russa che hanno acquisito la maggior parte della loro ricchezza privatamente, senza ricoprire una posizione governativa". Nel 2005 il numero di miliardari è sceso a 30, principalmente a causa del caso Jukos, con Chodorkovskij in calo dal primo (US $ 15,2 miliardi) al 21º posto (US $ 2,0 miliardi).
Un rapporto di Credit Suisse del 2013 ha rilevato che il 35% della ricchezza della Russia era di proprietà dei 110 individui più ricchi.
Miliardario, filantropo, mecenate d'arte ed ex agente del KGB, Aleksandr Lebedev ha criticato gli oligarchi, dicendo: "Penso che la ricchezza materiale per loro sia una cosa altamente emotiva e spirituale. Spendono molti soldi per il loro consumo personale". Lebedev li ha anche descritti come "un gruppo di ignoranti non colti", dicendo: "Non leggono libri. Non hanno tempo. Non vanno alle mostre [d'arte]. Pensano che l'unico modo per impressionare chiunque sia acquistare uno yacht". Nota inoltre che gli oligarchi non hanno interesse per le questioni di ingiustizia sociale.
Nel 2018 il Dipartimento del tesoro degli Stati Uniti d'America ha pubblicato un "elenco di oligarchi" per Pub. L. 115–44.

### Oligarchi a Londra
Un numero significativo di oligarchi russi hanno acquistato case in zone esclusive di Londra, definite "Mosca sul Tamigi". Alcuni, come Eugene Shvidler, Alexander Knaster, Konstantin Kagalovskij e Abram Reznikov, sono espatriati, avendo preso la residenza permanente a Londra. Questa comunità ha portato i giornalisti a chiamare la città "Londongrad". Viaggiano su base regolare tra il Regno Unito e la Russia; in molti casi le loro famiglie risiedono a Londra, con i loro figli che frequentano la scuola lì. Nel 2007 Abram Reznikov acquistò una delle mega società di riciclaggio spagnole, Alamak España Trade SL, mentre Roman Abramovič acquistò la squadra di calcio inglese Chelsea FC nel 2003, spendendo importi record per gli stipendi dei giocatori.
Il miliardario oligarca di Mosca Michail Fridman, il secondo uomo più ricco della Russia nel 2016, sta attualmente restaurando l'Athlone House di Londra come residenza principale, per un valore stimato di £ 130 milioni una volta restaurato.

### Recessione globale del 2008 e crisi del credito
Secondo l'agenzia di stampa finanziaria Bloomberg LP, i 25 individui più ricchi della Russia hanno perso collettivamente US $ 230 miliardi (£ 146 miliardi) dal luglio 2008. Il calo della ricchezza degli oligarchi è strettamente legato al crollo del mercato azionario russo, in quanto nel 2008 l'indice RTS aveva perso il 71% del suo valore a causa della fuga di capitali dopo la guerra russo-georgiana dell'agosto 2008.
Molti oligarchi hanno concesso generosi prestiti alle banche russe, che hanno acquistato azioni e poi hanno accettato ulteriori prestiti dalle banche occidentali contro il valore di queste azioni. Uno dei primi a essere colpito dalla crisi globale fu Oleg Deripaska, l'uomo più ricco della Russia all'epoca, che aveva un patrimonio netto di US $ 28 miliardi nel marzo 2008. Mentre Deripaska prendeva in prestito denaro dalle banche occidentali usando come garanzia le azioni delle sue società, il crollo del prezzo delle azioni lo costrinse a vendere partecipazioni per soddisfare le richieste di margine.